# Rivellia otroeda
Rivellia otroeda is een vliegensoort uit de familie van de Platystomatidae. De wetenschappelijke naam van de soort is voor het eerst geldig gepubliceerd in 1849 door Walker.